# Borville
Borville é uma comuna francesa na região administrativa de Grande Leste, no departamento de Meurthe-et-Moselle. Estende-se por uma área de 4,71 km². Em 2010 a comuna tinha 95 habitantes (densidade: 20,2 hab./km²).